# Мерчандајзинг
Мерчандајзинг (енгл. мerchandising) је свака радња која доприноси продаји производа (односно мерча) малопродајном потрошачу.
У малопродаји, визуелно приказивање мерчандајзинга значи продају робе коришћењем дизајна производа, селекције, паковања, цене и приказа који стимулише потрошаче да троше више. Често у малопродајном окружењу, креативно везивање сродних производа или додатака је одличан начин да подстакнете потрошаче да купе више.